# Amir Renatowitsch Batyrew
Amir Renatowitsch Batyrew (russisch Амир Ренатович Батырев; * 11. März 2002 in Toronto, Kanada) ist ein russischer Fußballspieler.

## Karriere
Batyrew begann seine Karriere beim Toronto FC. Im September 2018 wechselte er zu den Vancouver Whitecaps. Diese verließ er im April 2021. Nach mehreren Monaten ohne Klub wechselte er im September 2021 nach Russland zum Drittligisten FK Twer. Für Twer kam er bis zum Ende der Saison 2021/22 zu zehn Einsätzen in der Perwenstwo PFL, in denen er zwei Tore erzielte.
Zur Saison 2022/23 schloss Batyrew sich dem Erstligisten FK Sotschi an. Sein Debüt in der Premjer-Liga gab er dann im August 2022 gegen den FK Nischni Nowgorod. Bis Saisonende absolvierte er neun Partien für Sotschi im Oberhaus. In der Saison 2023/24 absolvierte er bis zur Winterpause zwölf Spiele in der Premjer-Liga.
Im Februar 2024 wurde Batyrew an den Zweitligisten PFK Sokol Saratow verliehen.